# غوستافو فرنانديز (لاعب كرة قدم)
غوستافو فرنانديز (بالإسبانية: Gustavo Fernández) (4 أغسطس 1990 بكونكورديا، انتري ريوس في الأرجنتين - ) هو لاعب كرة قدم أرجنتيني في مركز الهجوم. شارك مع منتخب الأرجنتين تحت 17 سنة لكرة القدم ومنتخب الأرجنتين تحت 20 سنة لكرة القدم. أما مع النوادي، فقد لعب مع انيستتوتو وديبورتيفو سابريسا وريفر بليت وديبورتيفو لافيريري ‏.

## وصلات خارجية
- غوستافو فرنانديز على موقع الاتحاد الدولي (مؤرشف)  (الإنجليزية)
- غوستافو فرنانديز على موقع قاعدة بيانات كرة القدم.إي يو (الإنجليزية)
- غوستافو فرنانديز على موقع Soccerway.com (الإنجليزية)